# Compras

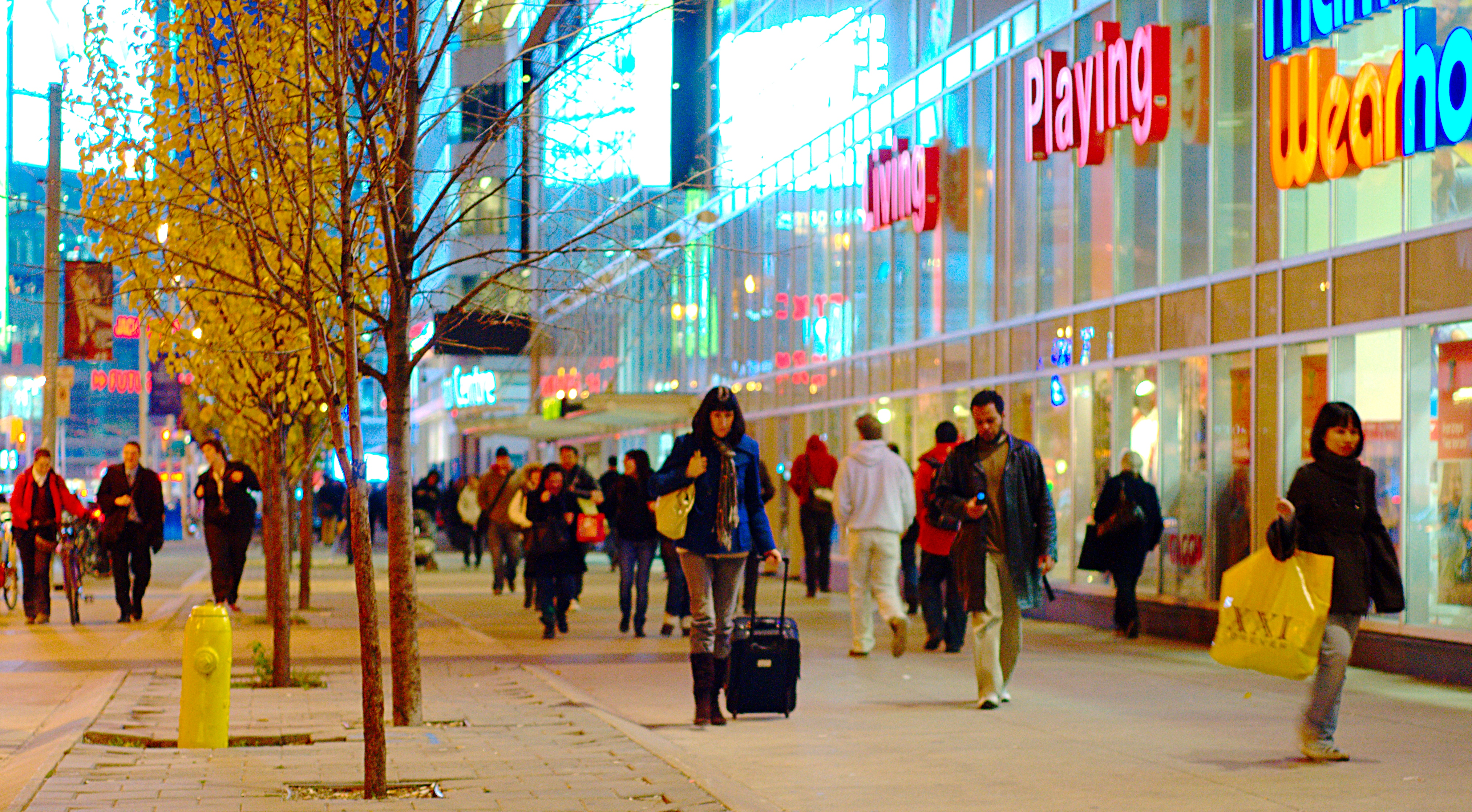
Compradores na Praça Yonge-Dundas em Toronto (dezembro de 2009).

As compras é o ato de fazer uma compra de bens ou serviços de um varejista (loja, supermercado, site do comerciante, etc). Fazer compras é uma atividade de seleção e compra. Em alguns contextos, também é considerada uma atividade de lazer. Às vezes, os compradores fazem grandes esforços para esperar em longas filas para comprar produtos populares.

## História

### Compras em sociedades antigas
Na Roma antiga, havia os mercados de Trajano com tabernas que serviam como unidades de varejo. Sabe-se também que as listas de compras eram utilizadas pelos romanos.

## Vitrine

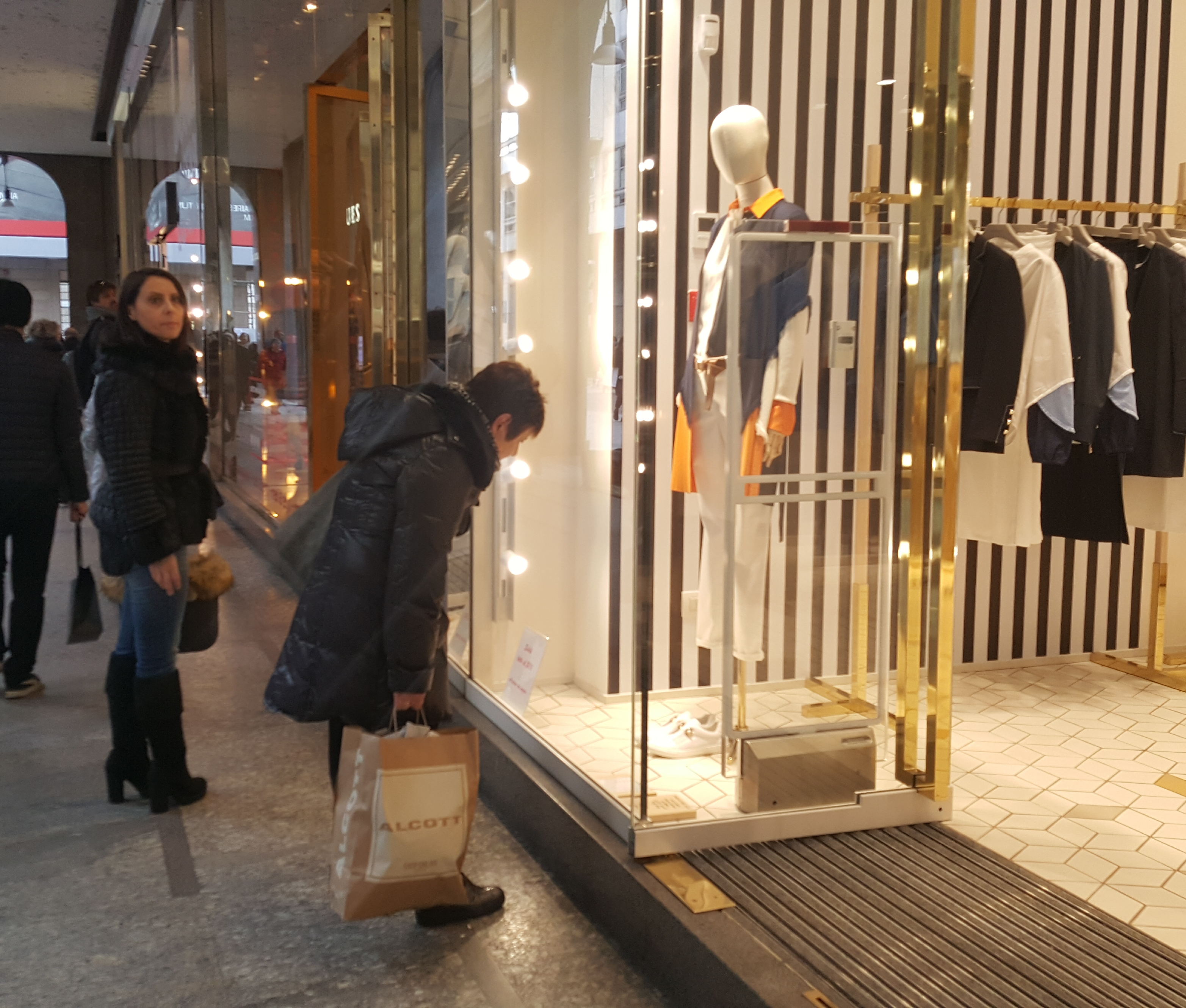
Uma mulher observando as vitrines.

A vitrine é uma atividade relacionada a compras na qual um consumidor navega ou examina mercadorias em lojas de rua ou em um shopping como uma forma de lazer, sem a intenção de comprar imediatamente ou obter informações sobre o desenvolvimento do produto, diferenças de marca ou preços de venda.

O desenvolvimento da atividade de vitrine como forma de lazer está fortemente associado à ascensão das classes médias na Europa no século XVII e XVIII. O envidraçamento era uma característica central das grandes galerias comerciais que se espalharam pela Europa a partir do final do século XVII. Passear por essas galerias se tornou um passatempo popular no século XII para as classes médias emergentes. Desde o advento do comércio online, os hábitos de compra dos consumidores mudaram e a compra em vitrines tornou-se menos popular nas lojas físicas, em favor das compras online.